# Kalinovo
Kalinovo (ungarisch Kálnó) ist eine Gemeinde in der Mittelslowakei. Sie liegt in der Lučenská kotlina an der Bahnstrecke Lučenec–Utekáč und am Fluss Ipeľ, zwischen den Städten Poltár (9 km) und Lučenec (10 km).
Der Ort wurde 1279 erstmals als Kalnov erwähnt (Gemeindeteil Hrabovo schon 1271 als Garab).
Im Ort gibt es eine evangelische Kirche aus dem 13. Jahrhundert, im 18. Jahrhundert umgebaut.
Zur Gemeinde gehören neben dem Hauptort auch die Orte Hrabovo (1960 eingemeindet) und Petrovec.

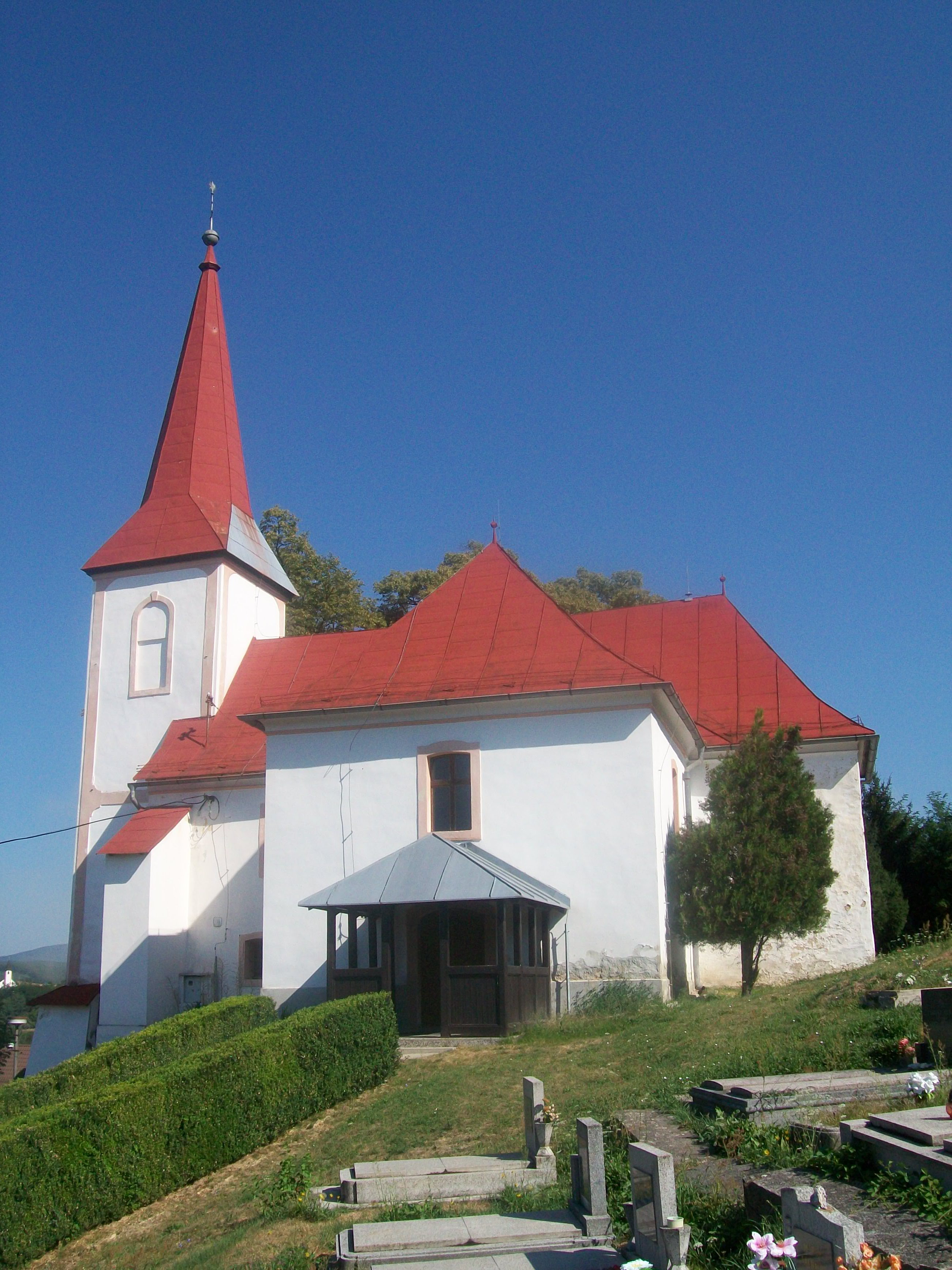
Evangelisch-lutherische Kirche in Kalinovo

## Bevölkerung
| Jahr                | 1994 | 2004    | 2014    | 2024    |
| ------------------- | ---- | ------- | ------- | ------- |
| Anzahl der Personen | 2288 | 2319    | 2188    | 2253    |
| Unterschied         |      | +1,35 % | −5,64 % | +2,97 % |

| Jahr                | 2023 | 2024    |
| ------------------- | ---- | ------- |
| Anzahl der Personen | 2233 | 2253    |
| Unterschied         |      | +0,89 % |